# Jabłonka-Świerczewo
Jabłonka-Świerczewo – wieś w Polsce położona w województwie podlaskim, w powiecie wysokomazowieckim, w gminie Wysokie Mazowieckie.
W latach 1975–1998 miejscowość administracyjnie należała do województwa łomżyńskiego.
Wierni kościoła rzymskokatolickiego należą do parafii św. Michała Archanioła w Jabłonce Kościelnej.

## Historia wsi
W XIX w. wieś drobnoszlachecka i włościańska w powiecie mazowieckim, gmina Chojany, parafia Jabłonka Kościelna. Grunty rolne o powierzchni 807 morgów. Część wsi licząca 17 osad i 54 morgi użytków rolnych należała do folwarku Tybory-Kamianka.
W 1921 naliczono 7 budynków z przeznaczeniem mieszkalnym i 20 innych zamieszkałych oraz 158. mieszkańców (78. mężczyzn i 80 kobiet). Wszyscy podali narodowość polską. Wyznanie rzymskokatolickie zgłosiło 157 osób, a prawosławne 1.

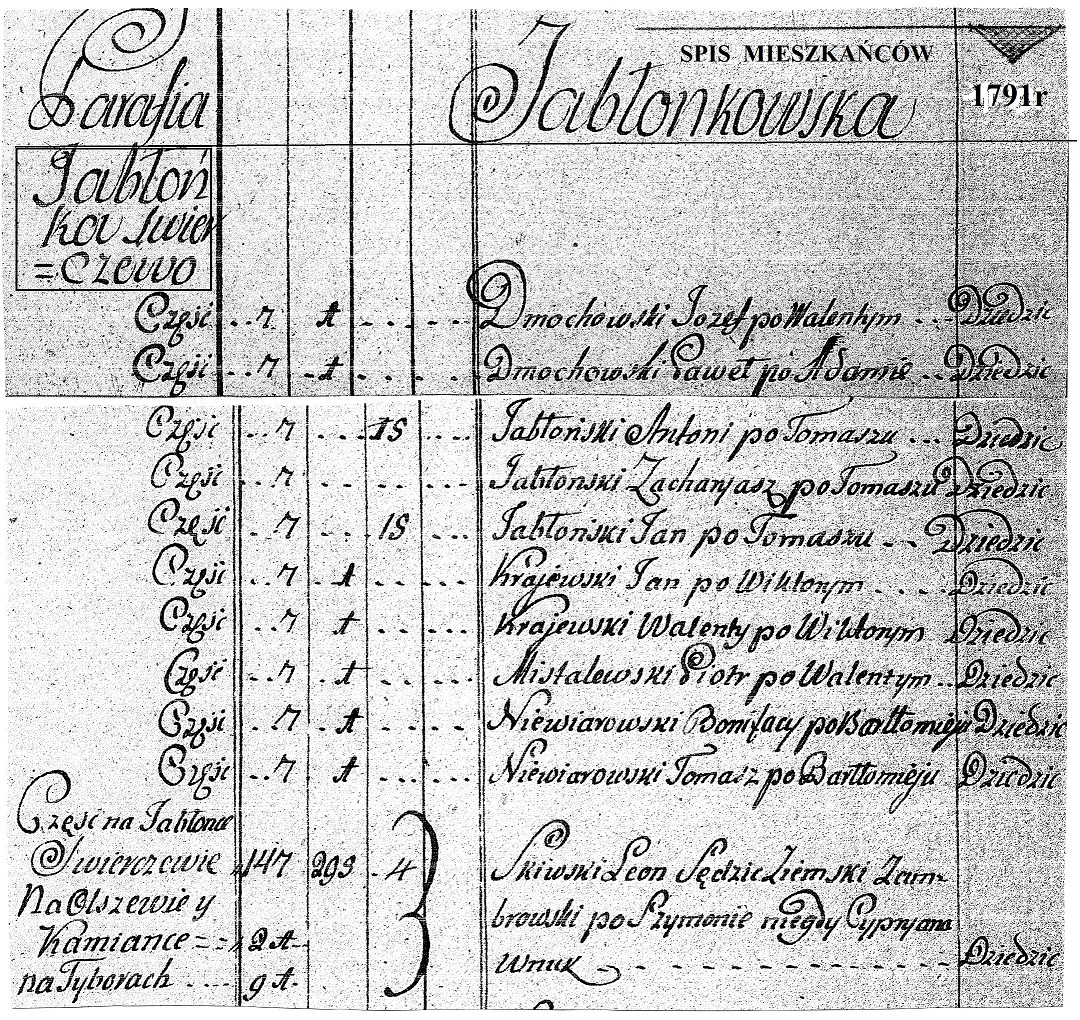
Fragment spisu mieszkańców Jablonka Swierzczewo z 1791r